# Strange Frontier
Strange Frontier es el segundo álbum de estudio publicado por el músico inglés Roger Taylor el 25 de junio de 1984. Durante las vacaciones de Queen en 1983 y el proceso de The Works en 1984, Roger ya tenía casi listo para el lanzamiento de este disco. El disco incluye 8 temas de Taylor y 2 versiones (1 de Dylan y otra de Springteen). En el disco participan John Deacon (bajo y mezclas) y Freddie Mercury (teclados y coros).
Muchas de las canciones incluidas fueron previamente trabajadas por Queen durante las sesiones de The Works en 1983, y muchos de los arreglos fueron reutilizados, de ahí la similitud de sonidos y estilos entre este álbum y el que Queen había lanzado en 1984.

## Lista de canciones
1. Strange Frontier (Taylor) - 4:17
2. Beautiful Dreams (Taylor) - 4:25
3. Man On Fire (Taylor) - 4:06
4. Racing In The Street (Springsteen) - 4:30
5. Masters of War (Dylan) - 3:52
6. Abandonfire (Taylor/Richards) - 4:14
7. Killing Time (Taylor) - 5:00
8. Young Love (Taylor) - 3:23
9. It's An Illusion (Taylor/Parfitt) - 4:04
10. I Cry For You (Love Hope & Confusion) (RT/Richards) - 4:23

## Músicos
- Roger Taylor: Batería, guitarra y voz
- John Deacon: Bajo
- Freddie Mercury: Teclados y coros

- Datos: Q253795